# Рощина, Надежда Николаевна
Наде́жда Никола́евна Ро́щина (род. 30 июня 1954, Старая Порубёжка, Саратовская область) — советская гребчиха, выступала за сборную СССР по академической гребле в середине 1970-х годов. Серебряная призёрка летних Олимпийских игр в Монреале, многократная чемпионка республиканских и всесоюзных регат. На соревнованиях представляла спортивное общество «Динамо», заслуженный мастер спорта. Также известна как директор Саратовской областной школы высшего спортивного мастерства.

## Биография
Надежда Рощина родилась 30 июня 1954 года в селе Старая Порубёжка Саратовской области. Активно заниматься академической греблей начала в раннем детстве, проходила подготовку в саратовском добровольном спортивном обществе «Динамо» под руководством М. Колоколова, позже состояла в киевском «Динамо» и тренировалась у заслуженного тренера СССР Г. Ушакова.
Первого серьёзного успеха добилась в 1976 году, став чемпионкой СССР в распашных восьмёрках с рулевой. Благодаря череде удачных выступлений попала в основной состав советской национальной сборной и удостоилась права защищать честь страны на летних Олимпийских играх в Монреале — в составе распашного восьмиместного экипажа, куда также вошли гребчихи Любовь Талалаева, Ольга Гузенко, Клавдия Коженкова, Елена Зубко, Ольга Колкова, Нелли Тараканова, Надежда Розгон и рулевая Ольга Пуговская, завоевала медаль серебряного достоинства, уступив в финале лишь команде из ГДР.
После монреальской Олимпиады Рощина ещё в течение нескольких лет оставалась действующей спортсменкой и принимала участие в различных регатах всесоюзного масштаба. Так, в 1977 году стала бронзовой призёркой первенства СССР, в 1978-м — серебряной. За выдающиеся спортивные достижения удостоена почётного звания «Мастер спорта СССР международного класса».
Имеет высшее образование, в 1982 году окончила Саратовский государственный университет имени Н. Г. Чернышевского. Завершив спортивную карьеру, работала тренером, подготовила многих талантливых гребцов, в том числе бронзовую призёрку первенства мира Стуклову А. В. В период 1980—1982 возглавляла детско-юношескую спортивную школу «Зенит», затем была назначена на должность заместителя директора саратовской областной школы высшего спортивного мастерства (с 2003 года по 2012-й являлась директором этой школы). Награждена медалью «За трудовую доблесть», заслуженный работник физической культуры Российской Федерации (2001), заслуженный мастер спорта России (2000).